# Емма Епплтон
Емма Епплтон (англ. Emma Appleton; народилася в грудні 1991 року, Оксфорд, Велика Британія) — британська актриса театру і кіно, модель.

## Біографія
Емма Епплтон народилася в грудні 1991 року в Оксфорді у Великій Британії. 
Епплтон розпочала кар’єру моделі ще в підлітковому віці, яка природно прогресувала до акторської у 2017 році.
Вона знімалася в серіалах «Ґранчестер», «Кліка», «Геній», Кінець ї***го світу, «Зрадники» (у зв'язку з роллю у цьому фільмі Епплтон назвали в пресі «висхідною зіркою»), у фільмі «Країна снів». 
У 2019 році Епплтон зіграла роль княжни Ренфрі в першому сезоні серіалу «Відьмак» від американської компанії Netflix.
2021 року Епплтон знялася у фільмі «Останній лист від твого коханого». 
2022 року вийшов ще один фільм за її участю — «Л. О. Л. А.».

## Фільмографія
| Рік  | Назва (укр.)                     | Назва (англ.)                   | Роль     |
| ---- | -------------------------------- | ------------------------------- | -------- |
| 2016 |                                  | Dreamlands                      | Піксі    |
| 2017 | Монахиня                         | The Nun                         | Елена    |
| 2019 |                                  | The Drink                       | Зоуї     |
| 2021 | Останній лист від твого коханого | The Last Letter from Your Lover | Ханна    |
| 2022 | ЛОЛА                             | LOLA                            | Томасіна |
|      |                                  | The Severed Sun                 |          |
|      |                                  | Kotti                           | Катя     |

| Рік  | Назва (укр.)               | Назва (англ.)                | Роль           |
| ---- | -------------------------- | ---------------------------- | -------------- |
| 2017 | Кінець ї***ого світу       | The End of the F***ing World | Келлі          |
| 2017 | Ґранчестер                 | Grantchester                 | Саллі          |
| 2017 | Кліка                      | Clique                       | Фей Брукстоун  |
| 2018 | Геній                      | Genius                       | Жермен         |
| 2019 | Зрадники                   | Traitors                     | Фіф Саймондс   |
| 2019 | Відьмак                    | The Witcher                  | Ренфрі         |
| 2021 | Інтергалактік              | Intergalactic                | Мія Міллер     |
| 2021 | Пістол                     | Pistol                       | Ненсі Спанджен |
| 2022 | Все, що я знаю про кохання | Everything I Know About Love | Меггі          |
| 2023 | З породи вбивць            | The Killing Kind             | Інгрід Льюїс   |
|      |                            | The Road Trip                | Адді           |